# 真田アサミ
真田 アサミ（さなだ アサミ、1977年9月8日 - ）は、日本の声優、舞台女優。長野県上田市出身。アミュレート所属。
有名作に、『あまえないでよっ!!』（上野一希)、『魔法少女リリカルなのは』（ヴィータ)、『さよなら絶望先生』（常月まとい）などがある。

## 来歴
専門学校東京アナウンス学院出身。
1998年にAM神戸のラジオ番組『ヴァニラの秘密』で声優デビュー。翌年に六本木ヴェルファーレで行われたブロッコリー主催の『デ・ジ・キャラット』公開オーディションで大賞を獲得、デ・ジ・キャラット役を獲得。
2011年7月5日をもって、TABプロダクションを離れフリーとなり、同年8月1日からアミュレートへの所属を明らかにした。
2013年11月1日に自身のブログで結婚したことを発表した。
2013年11月10日、上田電鉄別所線イメージキャラクター「北条まどか」の声を務めた縁で、林恵理とともに「信州上田観光大使」を委嘱された。なお、北条まどかのほかに上田市のゆるキャラ「ゆきたん（本名:さニャだ幸村）」の声も担当している。
2020年5月30日、前年2019年に離婚をしたことを自身のブログを通じて報告した。

## 人物・エピソード
特技は洋裁や着付け。家族構成は、両親と弟が一人。
『まりあ†ほりっく』で共演した小林ゆうとともに明治大学のサークルイベントに参加し、『まりあ†ほりっく』のコスプレでトークショウを行った。

## 出演
太字はメインキャラクター。

### テレビアニメ
1999年
- Di Gi Charat（デ・ジ・キャラット〈でじこ〉）

2000年
- だぁ!だぁ!だぁ!（夜星星矢）
- 無敵王トライゼノン（神威哀）
- 六門天外モンコレナイト（ワルキュリア少女新兵隊ヒー、サザンの料理王・極）

2001年
- ギャラクシーエンジェル（でじこ）
- ちっちゃな雪使いシュガー（フィル）
- ナジカ電撃作戦（夏夜〈4C'zNs〉）
- まほろまてぃっく（2001年 - 2009年、大江千鶴子） - 2シリーズ + 特別編

2002年
- ギャラクシーエンジェルA（ウェイトレスロボ）
- 激闘!クラッシュギアTURBO（ミハエル・シュタイナー）
- シスター・プリンセス RePure（男の子）
- 電光超特急ヒカリアン（品川スグル、ケーくん、サル将軍、女子高生B）
- ぱにょぱにょデ・ジ・キャラット（デ・ジ・キャラット〈でじこ〉）
- ぷちぷり*ユーシィ（生徒A）
- RAVE（要塞ラプソディアの自爆装置コンピューター）

2003年
- 銀河鉄道物語（2003年 - 2007年、ルイ・フォート・ドレイク） - 2シリーズ
- 探偵学園Q（立川桃子）
- デ・ジ・キャラットにょ（デ・ジ・キャラット〈でじこ〉）
- ななか6/17（まじかるドミ子、三雲兆子）
- なるたる（玉依シイナ）
- MOUSE（雪野詩）

2004年
- 犬夜叉（行者）
- この醜くも美しい世界（西野マリ、クオン）
- 魁!!クロマティ高校（2003年 - 2004年、でじこ〈デ・ジ・キャラット〉）
- BLEACH（2004年 - 2009年、小川みちる、ピン太〈東条院平太〉、蟹沢、リズ、蛇尾丸〈蛇男〉）
- ローゼンメイデン（2004年 - 2013年、桜田ジュン〈中学生時代〉、サラ） - 3シリーズ + 特別編

2005年
- あかほり外道アワーらぶげ（ででこ）
- あまえないでよっ!!（2005年 - 2006年、上野一希、西洋人形） - 2シリーズ
- エレメンタル ジェレイド（セレナ〈セレサ・ゲーナ〉）
- カレーの国のコバール（ナツメグ）
- 魔豆奇伝パンダリアン（キッド）
- 魔法少女リリカルなのはシリーズ（2005年 - 2015年、ヴィータ、女性コーチ） - 3シリーズ
- モンチッチ（モンチッチくん）

2006年
- ああっ女神さまっ それぞれの翼（榊原志保）
- ウィンターガーデン（デジキャラット〈でじこ〉）
- 鍵姫物語 永久アリス輪舞曲（萌木原モユ）
- ギャラクシーエンジェる〜ん（クロキ容疑者、神様）
- コードギアス 反逆のルルーシュ（女生徒、女子）
- 姫様ご用心（ラッセ）
- 護くんに女神の祝福を!（2006年 - 2007年、エメレンツィア）

2007年
- 金色のコルダ〜primo passo〜（柚木梓馬〈子供時代〉）
- さよなら絶望先生（2007年 - 2009年、常月まとい、大浦可奈子〈第二期〉、丸井円、保母 他） - 3シリーズ
- シャンプー王子（シャンプー王子）
- 名探偵コナン（2007年 - 2023年、男の子、村井千佳、瀧川麻衣）
- レ・ミゼラブル 少女コゼット（ダニエル）

2008年
- 紅（武藤環）
- ストライクウィッチーズ（クリス〈クリスティアーネ・バルクホルン〉）
- 西洋骨董洋菓子店 〜アンティーク〜（橘〈少年時代〉）
- ねぎぼうずのあさたろう（りんごのおりん）
- のらみみ（スミス）
- ポルフィの長い旅（モリス）

2009年
- まりあ†ほりっく（2009年 - 2011年、宮前かなこ） - 2シリーズ
- けいおん!（2009年 - 2010年、山中さわ子） - 2シリーズ

2010年
- 爆丸バトルブローラーズ ニューヴェストロイア（プランドン）

2011年
- フリージング（2011年 - 2013年、ルイス＝エル＝ブリジット〈少年時代〉） - 2シリーズ
- デジモンクロスウォーズ（スパーダモン）
- 日常（女子生徒）
- ぬらりひょんの孫 千年魔京（花開院破戸）
- 未来日記（2011年 - 2012年、豊穣礼佑〈5th〉）

2012年
- 恋と選挙とチョコレート（汐浜陽高）
- 人類は衰退しました（妖精さん）

2013年
- アドリブアニメ研究所（しなの、まんぞう）
- 革命機ヴァルヴレイヴ（亘理エリ）
- デート・ア・ライブ（2013年 - 2024年、時崎狂三） - 5シリーズ

2014年
- いなり、こんこん、恋いろは。（神大市比売）
- 神々の悪戯（あかね）

2015年
- ISUCA（女〈大ムカデ〉）
- プリパラ（2015年 - 2017年、ガァルル、ジョニー）

2017年
- CHAOS;CHILD（久野里澪）
- アイドルタイムプリパラ（2017年 - 2018年、ガァルル）

2018年
- ポプテピピック（2018年 - 2022年、魔法使い〈第1シリーズ第2話Aパート〉、ポプ子〈第2シリーズ第8話Aパート〉） - 2シリーズ / 顔出し出演あり
- Fate/EXTRA Last Encore（ラニ＝VIII）
- キラキラハッピー★ ひらけ!ここたま（2018年 - 2019年、タキッシー）

2019年
- ぱすてるメモリーズ（でじこロボ）
- この世の果てで恋を唄う少女YU-NO（セーレス）

2020年
- SHOW BY ROCK!! ましゅまいれっしゅ!!（ほわん 母）
- デジモンアドベンチャー:（スパーダモン）

2021年
- パズドラ（ワタル）
- かぎなど（2021年 - 2022年、神尾観鈴、倉田佐祐理） - 2シリーズ

2022年
- 令和のデ・ジ・キャラット（2022年 - 2023年、デ・ジ・キャラット）

2023年
- 16bitセンセーション ANOTHER LAYER（デ・ジ・キャラット）

### 劇場アニメ
- 劇場版 Di Gi Charat 星の旅（2001年、デ・ジ・キャラット〈でじこ〉）
- ワンダフルデイズ（2005年、ジェイ）
- 映画けいおん!（2011年、山中さわ子）
- 魔法少女リリカルなのは The MOVIE 2nd A's（2012年、ヴィータ[41]）
- 劇場版デート・ア・ライブ 万由里ジャッジメント（2015年、時崎狂三[42]）
- 映画プリパラ み〜んなのあこがれ♪レッツゴー☆プリパリ（2016年、ガァルル）
- 魔法少女リリカルなのは Reflection / Detonation（2017年 - 2018年、ヴィータ[43][44]） - 2部作
- 未来のミライ（2018年、ひいばあば / 上田弁方言指導も担当）[45]
- 劇場版 プリパラ&キラッとプリ☆チャン 〜きらきらメモリアルライブ〜（2018年、ガァルル）
- アイカツ!×プリパラ THE MOVIE -出会いのキセキ!-（2025年、ガァルル[46]）

### OVA
- Di Gi Charat劇場 ぴよこにおまかせぴょ!（2003年、デ・ジ・キャラット〈でじこ〉）
- BLEACH memories in the rain（2004年、小川みちる）
- 僕は妹に恋をする（2005年、女子生徒B）
- 銀河鉄道物語 〜忘れられた時の惑星〜（2007年、ルイ・フォート・ドレイク）
- 最終試験くじらProgressive（2008年、久遠寺睦）
- さよなら絶望先生（2008年 - 2010年、常月まとい） - 2シリーズ
- 東方奇闘劇外伝ゼロ（2009年、伊吹萃香）
- 紅（2010年、武藤環）
- 未来日記リダイヤル（2013年、豊穣礼佑〈5th〉）
- デート・ア・バレット（2020年、時崎狂三[47]） - 前後編

### Webアニメ
- おんたま!（2009年、桃花の母）
- アイドルランドプリパラ（2021年 - 2022年、ガァルル）

### ゲーム
2000年
- ココットのどきどきQUIZ大作戦（ライナ・フォーゼル）※『パルフェふぁんBOX』収録
- ハートフルメモリーズ 〜Little Witch Parfait 2〜（ライナ・フォーゼル）

2001年
- デ・ジ・キャラット ファンタジー（デ・ジ・キャラット〈でじこ〉）

2002年
- メイズヒーローズ〜迷宮伝説〜（バート）
- ロマンスは剣の輝きII 〜銀の虹を探して〜（ジャネット・バンロック）

2003年
- 新世紀エヴァンゲリオン 綾波育成計画 with アスカ補完計画（デ・ジ・キャラット〈でじこ〉）
- デ・ジ・キャラット ファンタジー エクセレント（デ・ジ・キャラット〈でじこ〉）
- まほろまてぃっく 萌っと≠きらきらメイドさん。（大江千鶴子）

2004年
- アカイイト（浅間サクヤ）

2005年
- サモンナイト クラフトソード物語 〜はじまりの石〜（ティエ）
- 新選組群狼伝（岩田コウ）
- プリンセスコンチェルト（セルマ、ちびセルマ）

2006年
- THE ロボットつくろうぜっ! 激闘!ロボットファイト（鴫原パソミ、江口ヒトミ）
- ローゼンメイデン ドゥエルヴァルツァ（桜田ジュン）

2007年
- バルドバレット イクリブリアム（シャオ・マリー・マクナマラ）
- ローゼンメイデン ゲベートガルデン（桜田ジュン）

2008年
- アオイシロ（浅間サクヤ）
- あかね色に染まる坂 ぱられる（武藤弥生）
- テイルズ オブ シンフォニア -ラタトスクの騎士-（ポール）

2010年
- けいおん! 放課後ライブ!!（山中さわ子）
- Fate/EXTRA（ラニ＝VIII）
- 魔法少女リリカルなのはA's PORTABLE -THE BATTLE OF ACES-（ヴィータ）
  - DLマガジン デジタルなのは（ヴィータ）

2011年
- サイキック少女大戦!（戸塚つばめ）
- テイルズ オブ エクシリア（ミュゼ）
- 魔法少女リリカルなのはA's PORTABLE -THE GEARS OF DESTINY-（ヴィータ）

2012年
- 探偵オペラ ミルキィホームズ2（カリオストロ / ジョセフィーヌ・ミステール）
- テイルズ オブ エクシリア2（ミュゼ）
- 未来日記 13人目の日記所有者 RE:WRITE（豊穣礼佑）

2013年
- ArcheAge（フェレ・女性）
- 碧空のグレイス（キャラクターボイス〈女〉-02）
- サモンナイト5（トルク）
- DISORDER6（ヒナコ）
- デート・ア・ライブ（2013年 - 2020年、時崎狂三） - 4作品
- Fate/EXTRA CCC（ラニ＝VIII）

2014年
- 超ヒロイン戦記（デ・ジ・キャラット）
- 魔法少女大戦 ZANBATSU（川中島信濃乃）
- ローゼンメイデン ヴェヘゼルン ジー ヴェルト アップ（桜田ジュン〈中学生〉）

2015年
- 超銀河船団（トミナガ・カオル）

2016年
- イノセントベイン（白銀由紀）
- サモンナイト6 失われた境界たち（トルク）
- プリパラ（ガァルル）

2017年
- CHAOS;CHILD らぶchu☆chu!!（久野里澪）
- この世の果てで恋を唄う少女YU-NO（セーレス）

2018年
- プリパラ オールアイドルパーフェクトステージ!（ガァルル）
- テイルズ オブ ザ レイズ（ミュゼ）

2019年
- ゴシックは魔法乙女〜さっさと契約しなさい!〜（デ・ジ・キャラット / でじこ）
- ダンジョンに出会いを求めるのは間違っているだろうか 〜メモリア・フレーゼ〜（時崎狂三）
- エンゲージプリンセス〜眠れる姫君と夢の魔法使い〜（ティアマト）

2021年
- ファンタジア・リビルド（時崎狂三）

2022年
- Relayer（プルート）
- アサルトリリィ Last Bullet（時崎狂三）
- きららファンタジア（山中さわ子）
- D4DJ Groovy Mix（でじこ）

2023年
- 無期迷途（エンフェル）
- Fate/Grand Order（ラニ＝XII / オシリスの塵）
- アイドルランドプリパラ（ガァルル）

2024年
- 東方スカーレットディアブロ（パチュリー・ノーレッジ）
- 魔導物語 フィアと不思議な学校（ロイ）

### ドラマCD
1999年
- クイズなないろDREAMS 虹色町の奇跡 ドラマアルバム（友人A 他）
- CDドラマデ・ジ・キャラット

2002年
- DRAMATIC CD World's end（ファム）

2003年
- 辣韮の皮〜萌えろ!杜の宮高校漫画研究部〜 ドラマCD（松島笹美）

2004年
- ZOMBIE-LOAN（久世霜月）

2005年
- イタズラなKiss（ノンちゃん）
- 1年777組（夏本みたか）
- アカイイト ドラマCD「京洛降魔」（浅間サクヤ）
- 魔法少女リリカルなのはA's サウンドステージ（ヴィータ）

2007年
- 魔法少女リリカルなのはStrikerS サウンドステージ（ヴィータ）
- ドラマCD 紅（武藤環）
- タロットメイデンきさら（澁澤スグル）

2008年
- さよなら絶望先生 ドラマCD 絶望劇場（常月まとい、天使ちゃん）

2009年
- 魔法少女リリカルなのはStrikerS サウンドステージM4 10thSP（ヴィータ） 
- 鞠也&かなこによる美しい「まりあ†ほりっく」サウンドトラックの聴き方（宮前かなこ）

2010年
- 幻想郷御伽草子 〜Witches gathering〜（2010年、パチュリー・ノーレッジ）
- 亡き少女の為のパヴァーヌ（加賀奈々緒）
- ぼく、オタリーマン（アサミ）

2011年
- 魔法少女リリカルなのは The MOVIE 2nd A's ドラマCD付き特別鑑賞券 Side-Y（ヴィータ）

2013年
- ローゼンメイデン（桜田ジュン〈中学生〉）
- Fate/EXTRA（ラニ＝VIII） - 3作品
- √3＝（二ッ岩・魔魅）

2015年
- Fateクロスオーバー アンソロジードラマCD バタフライ エフェクト（ラニ=VIII）

2016年
- 魔法少女リリカルなのは Reflection【なのは&はやて編＋ボーナストラックVivid Strike! フーカ編】（ヴィータ）

### 吹き替え
- 女泥棒サバイバル・ランナウェイ（英語版）（モーガン）
- 13歳のハゲ男（英語版）（シェリー）
- 女子高生VS狼男（英語版）（アンジー）
- MIB メン・イン・バカ（レイチェル）

### 実写
- BLEACH SOUL SONIC 2005 "夏"（2005年）
- 346Bar （信越放送：2011年）
- 魔法少女リリカルなのは15周年記念イベント「リリカル☆ライブ」（2020年）

### ラジオ
- ヴァニラのひみつ（ラジオ関西：1998年10月 - 1999年4月）
- ウィッシュテイル（ラジオ関西：1999年4月 - 1999年6月）
- でじこのへや（ラジオ大阪：1999年10月 - 2001年9月）
- でじこのへや2（ラジオ大阪：2001年10月 - 2002年3月）
- 真田アサミののんびり最中（四ッ谷式Cyber Project：2002年4月 - 2003年10月）
- でじこさん（ラジオ大阪：2002年4月5日 - 2003年3月28日）
- G.A.だにょ（ラジオ大阪：2003年4月5日 - 2003年9月6日 ）
- アサミ・愛の2人のどんぶらこ!（アニスタ.TV：2003年10月 - 2004年3月）
- にょにょらじ（ラジオ大阪：2003年10月3日 - 2004年3月26日）
- でじこのうっかりパニック!（ラジオ大阪：2004年4月2日 - 9月24・25日）
- D.U.P.のWelcome!PARTY☆NIGHT（BEAT☆Net Radio!：プレ放送は2004年10月1日、8日、本放送開始は2004年10月15日 - 12月24日、全11回）
- 真田アサミのコミックデ・ジ・キャラット（ブロッコリー、音泉：プレ放送は2005年2月24日、本放送開始は2005年3月3日 - 10月27日）
- ローゼンメイデン・ウェブラジオ 薔薇の香りのGarden Party（ランティスウェブラジオ：2005年5月13日 - 9月30日）
- 銀河鉄道情報局（『銀河鉄道物語』公式サイト内、音泉：2005年9月16日 - 2007年4月12日）
- 一希のあまえていいよっ!!（『あまえないでよっ!! 喝!!』公式サイト内：2006年2月24日 - 4月7日）
- でじこのへや for ウィンターガーデン（音泉、BEWE：2007年3月23日 - 5月4日）
- 紅ラジオ「おとなの時間」（音泉、ランティスウェブラジオ：2008年3月 - 6月25日）
- まりあ†ほりっく Webラジオ 天の妃放送部（アニメイトTV：2008年12月19日 - 2012年7月20日）
- 真田アサミのどるちぇJamSession（HiBiKi Radio Station：2011年11月30日 - 2012年11月28日）
- はる学自動車部（HiBiKi Radio Station：2013年2月28日 - 11月28日）
- ローゼンメイデン〜ヴィーダーゼーエン〜（ランティスウェブラジオ：2013年7月3日 - 12月10日）[84]

### ラジオドラマ
- ファイナルファンタジータクティクスアドバンス（ミュート・ランデル）

### ラジオCD
- さよなら絶望放送 DJCD VOL.2

### デジタルコミック
- VOMIC 紅 kure-nai（武藤環）

### 舞台
- シアトリカルベースワンスモア 第20回公演『Running Musical 645 Taika-no-Kaishin』（2005年5月6日 - 9日）
- シアトリカルベースワンスモア 第22回公演『LIVE WELL』（2005年8月10日 - 14日）
- 亜細亜的鼓動（2006年1月19日 - 22日）
- 宇宙食堂公演『月面半魚人』（2007年2月2日 - 4日）
- 宇宙食堂公演『銀河系ホームレス』（2007年11月22日 - 25日）
- 女子%第1回公演『Water Cooler』（2008年5月23日 - 25日）
- 東京桜組 海に願いを（2009年08月21日 - 24日）
- ラゾーナ川崎プラザソル3周年記念公演「CONTINUE」〔日替わりゲスト〕（2009年10月03日）
- BUS STOP（2009年10月15日 - 19日）
- X-QUEST2010春興行『悪ノ娘〜凄艶のジェミニ〜』（2010年1月27日-31日）
- GOLDEN★HANDSHAKE（2010年3月31日 - 4月4日）
- タンバリンプロデューサーズ「怪し会 〜4肆〜 怪談朗読を肴に旨い日本酒を舐める会」（2011年9月1日・4日、密蔵院）

### ナレーション
- こまねこメイキング「こまねこの作り方」
- おぉ!信州人（長野朝日放送、不定期[85]）

### その他コンテンツ
- リーディングストーリー「ゴースト・ベイビー」（耳彦）
- ゲーマーズ・ガーディアン・フェアリーズ（2002年、ルビー）
- アオイシロ WEBラジオ「青城女学院放送室」（2008年、第3回、スペシャル編にゲストとして登場）
- let's enjoy！ ｍｒ.プラモ道場 （2009年、ふたごちゃん）
- さニャだ幸村（2012年、真田の出身地、長野県上田市のご当地キャラ。観光案内CDで同キャラの声を担当）[86]
- パチスロ シンデレラブレイド2（2014年、アテナ[87]）
- オーディオブック 真田十勇士（小前亮著）（2016年、かえで[88]）

## ディスコグラフィ

### シングル
|     | 発売日         | タイトル | 規格品番 | オリコン最高位 |
| --- | -------------- | -------- | -------- | -------------- |
| 1st | 2012年11月28日 | 小さな翼 | FMFR-002 |                |

### アルバム
|     | 発売日        | タイトル   | 規格品番 | オリコン最高位 |
| --- | ------------- | ---------- | -------- | -------------- |
| 1st | 2001年2月10日 | First Step | GCFC-16  |                |

### キャラクターソング
| 発売日         | 商品名                                                                                    | 歌                                                                                                 | 楽曲 | 備考                                                                         |
| -------------- | ----------------------------------------------------------------------------------------- | -------------------------------------------------------------------------------------------------- | --- | ---------------------------------------------------------------------------- |
| 1999年10月9日  | PARTY☆NIGHT                                                                               | デ・ジ・キャラット（真田アサミ）、プチ・キャラット（沢城みゆき）、ラ・ビ・アン・ローズ（氷上恭子） | 「PARTY☆NIGHT」 | テレビアニメ『デ・ジ・キャラット』関連曲                                     |
| 1999年10月9日  | PARTY☆NIGHT                                                                               | デ・ジ・キャラット（真田アサミ）                                                                   | 「My Dear」 | テレビアニメ『デ・ジ・キャラット』関連曲                                     |
| 1999年12月23日 | デ・ジ・キャラット でじこのサウンドメッセージ                                             | デ・ジ・キャラット（真田アサミ）、プチ・キャラット（沢城みゆき）、ラ・ビ・アン・ローズ（氷上恭子） | 「PARTY NIGHT -HYPER PARAPARA VERSION-」 | テレビアニメ『デ・ジ・キャラット』関連曲                                     |
| 1999年12月23日 | デ・ジ・キャラット でじこのサウンドメッセージ                                             | デ・ジ・キャラット（真田アサミ）                                                                   | 「君とHAPPY!」 | テレビアニメ『デ・ジ・キャラット』関連曲                                     |
| 2000年7月15日  | Voice of Heart                                                                            | D.U.P.                                                                                             | 「D・U・P!」 「Voice of Heart」 | テレビアニメ『デ・ジ・キャラット』関連曲                                     |
| 2000年7月15日  | Voice of Heart                                                                            | デ・ジ・キャラット（真田アサミ）                                                                   | 「RING☆RING☆RING☆ (ベイビー・リミックス)」 | テレビアニメ『デ・ジ・キャラット』関連曲                                     |
| 2003年3月5日   | TVアニメななか6/17 うたう♪えほん                                                          | まじかるドミ子（真田アサミ）                                                                       | 「まじかるHappiness~まじかるドミ子のテーマ~」 | アニメ『まじかるドミ子』オープニングテーマ                                   |
| 2003年5月23日  | ミラクル☆テレパシー                                                                       | ミルフィーユ(新谷良子)、蘭花(田村ゆかり)、でじこ（真田アサミ）                                     | 「ミラクル☆テレパシー」 「午前0時はハッピースタート!」 | ラジオ『G.A.だにょ』オープニング/エンディング                                |
| 2007年11月21日 | 絶望歌謡大全集                                                                            | 小森霧（谷井あすか）、常月まとい（真田アサミ）                                                     | 「かげろう（粘着質倍増）」 | テレビアニメ『さよなら絶望先生』関連曲                                       |
| 2007年12月12日 | 魔法少女リリカルなのはStrikerS サウンドステージ04                                         | ヴィータ（真田アサミ）                                                                             | 「真紅の花」 | テレビアニメ『魔法少女リリカルなのはStrikerS』関連曲                         |
| 2009年2月11日  | 君に、胸キュン。                                                                          | 天の妃少女合唱団                                                                                   | 「君に、胸キュン。」 | テレビアニメ『まりあ†ほりっく』エンディングテーマ                            |
| 2009年8月12日  | Maddy Candy                                                                               | DEATH DEVIL［山中さわ子（真田アサミ）］                                                            | 「Maddy Candy」 「Hell The World」 | テレビアニメ『けいおん!』挿入歌                                              |
| 2009年9月30日  | 絶望歌謡大全集2                                                                           | 小森霧（谷井あすか）、常月まとい（真田アサミ）                                                     | 「金魚の接吻」 | テレビアニメ『懺・さよなら絶望先生』関連曲                                   |
| 2009年9月30日  | 絶望歌謡大全集2                                                                           | 小森霧（谷井あすか）、常月まとい（真田アサミ）、小節あびる（後藤邑子）、藤吉晴美（松来未祐）       | 「絶望レストラン（極悪ノ華達）」 | テレビアニメ『懺・さよなら絶望先生』関連曲                                   |
| 2010年6月23日  | ラヴ                                                                                      | DEATH DEVIL                                                                                        | 「ラヴ」 「GENOM」 | テレビアニメ『けいおん!!』挿入歌                                             |
| 2011年5月25日  | るんるんりる らんらんらら/どうにもとまらない                                              | 天の妃少女合唱団                                                                                   | 「どうにもとまらない」 | テレビアニメ『まりあ†ほりっく あらいぶ』エンディングテーマ                   |
| 2013年6月26日  | デート・ア・ライブ ミュージック・セレクション DATE A MUSIC SECOND HALF                    | 時崎狂三（真田アサミ）                                                                             | 「16bitガール」 | テレビアニメ『デート・ア・ライブ』挿入歌                                     |
| 2014年7月23日  | デート・ア・ライブII ミュージック・セレクション DATE A "IMPRESSIVE"                       | 時崎狂三（真田アサミ）                                                                             | 「赤い糸」 | テレビアニメ『デート・ア・ライブII』関連曲                                   |
| 2016年6月22日  | プリパラ☆ミュージックコレクション season.2 DX／プリパラ☆ミュージックコレクション season.2 | ガァルル（真田アサミ）                                                                             | 「0-week-old -ガァルルver.-」 | テレビアニメ『プリパラ』挿入歌                                               |
| 2016年6月22日  | プリパラ☆ダンシング!!!                                                                    | らぁら（茜屋日海夏）、ガァルル（真田アサミ）                                                       | 「プリパラ☆ダンシング!!!」 | テレビアニメ『プリパラ』エンディングテーマ                                   |
| 2016年9月30日  | 映画プリパラ み〜んなのあこがれ♪レッツゴー☆プリパリ Blu-ray 初回生産限定特装版 特典CD     | プリパラ☆オールアイドル's                                                                          | 「オールアイドル組曲 プリシャス♪」 | 劇場アニメ『映画プリパラ み〜んなのあこがれ♪レッツゴー☆プリパリ』挿入歌      |
| 2016年12月23日 | プリパラソング♪コレクション 1stステージ                                                   | Gaarmageddon                                                                                       | 「アメイジング・キャッスル」 | テレビアニメ『プリパラ』挿入歌                                               |
| 2017年4月19日  | 劇場版プリパラ み〜んなでかがやけ！キラリン☆スターライブ！ SONG COLLECTION                | スーパープリパラ☆オールアイドル's                                                                  | 「ぷりぱら☆ララン」 | 劇場アニメ『劇場版プリパラ み〜んなでかがやけ!キラリン☆スターライブ!』挿入歌 |
| 2017年7月23日  | GAME PriPara Music Collection vol.3                                                       | あろま（牧野由依）、みかん（渡部優衣）、ガァルル（真田アサミ）                                     | 「夏休みまるっと楽しむ計画」 | ゲーム『プリパラ』関連曲                                                     |
| 2017年7月23日  | GAME PriPara Music Collection vol.3                                                       | ガァルル（真田アサミ）                                                                             | 「夏休みまるっと楽しむ計画」 | ゲーム『プリパラ』関連曲                                                     |
| 2017年9月20日  | プリパラ☆ミュージックコレクション season.3                                                | SoLaMi♡SMILE、Dressing Pafé、NonSugar、Tricolore、Gaarmageddon、UCCHARI BIG-BANGS                  | 「組曲フォーエバー☆フレンズ〜インターリュード〜「メモリーズ・メドレー」」 「組曲フォーエバー☆フレンズ〜第三楽章〜「My Friend, Dear Friend」 〜第四楽章〜「ウィー・アー・ザ・フレンズ！」」 | テレビアニメ『プリパラ』挿入歌                                               |
| 2018年1月26日  | プリパラ ULTRA MEGA MIX COLLECTION Vol.3                                                  | Gaarmageddon                                                                                       | 「アメイジング・キャッスル（DJ BOSS ULTRA EDM Remix）」 | テレビアニメ『プリパラ』関連曲                                               |
| 2018年1月26日  | プリパラ ULTRA MEGA MIX COLLECTION Vol.3                                                  | スーパープリパラ☆オールアイドル's                                                                  | 「ぷりぱら☆ララン（DJ Noriken Hardcore Mix）」 | テレビアニメ『プリパラ』関連曲                                               |
| 2019年5月22日  | デート・ア・ライブIII ミュージック・セレクション DATE A "World" MUSIC                     | 時崎狂三（真田アサミ）                                                                             | 「闇ノ向コウへ」 | テレビアニメ『デート・ア・ライブIII』関連曲                                  |
| 2019年9月11日  | プロミス！リズム！パラダイス！                                                            | ガァルマゲドン・ミ                                                                                 | 「し〜くれっと！ラタトゥイユ」 | Webアニメ『アイドルランドプリパラ』エンディングテーマ・挿入歌                |
| 2019年9月11日  | プロミス！リズム！パラダイス！                                                            | ガァルマゲドン                                                                                     | 「神曲！〜Gaarmage Tourism〜」 | 『プリパラ』関連曲                                                           |
| 2019年9月11日  | プロミス！リズム！パラダイス！                                                            | PRI-Crew Friends                                                                                   | 「Crew-Sing! Friend-Ship♡」 | 『プリパラ』関連曲                                                           |